# ديفيد كيلي (بحار)
ديفيد كيلي (بالإنجليزية: David Kelly)‏ هو بحار أمريكي، ولد في 4 فبراير 1955.

## وصلات خارجية
- دايفيد كيلي على موقع الاتحاد الدولي للملاحة الشراعية (موقع جديد) (الإنجليزية)
- دايفيد كيلي على موقع اللجنة الأولمبية الدولية (الإنجليزية)
- دايفيد كيلي على موقع أوليمبيديا (الإنجليزية)